# 王蠋
王蠋（？—前284年），齐国画邑人，中国战国时期齐国退隐大夫，以其自杀殉国的事迹而闻名。

## 生平

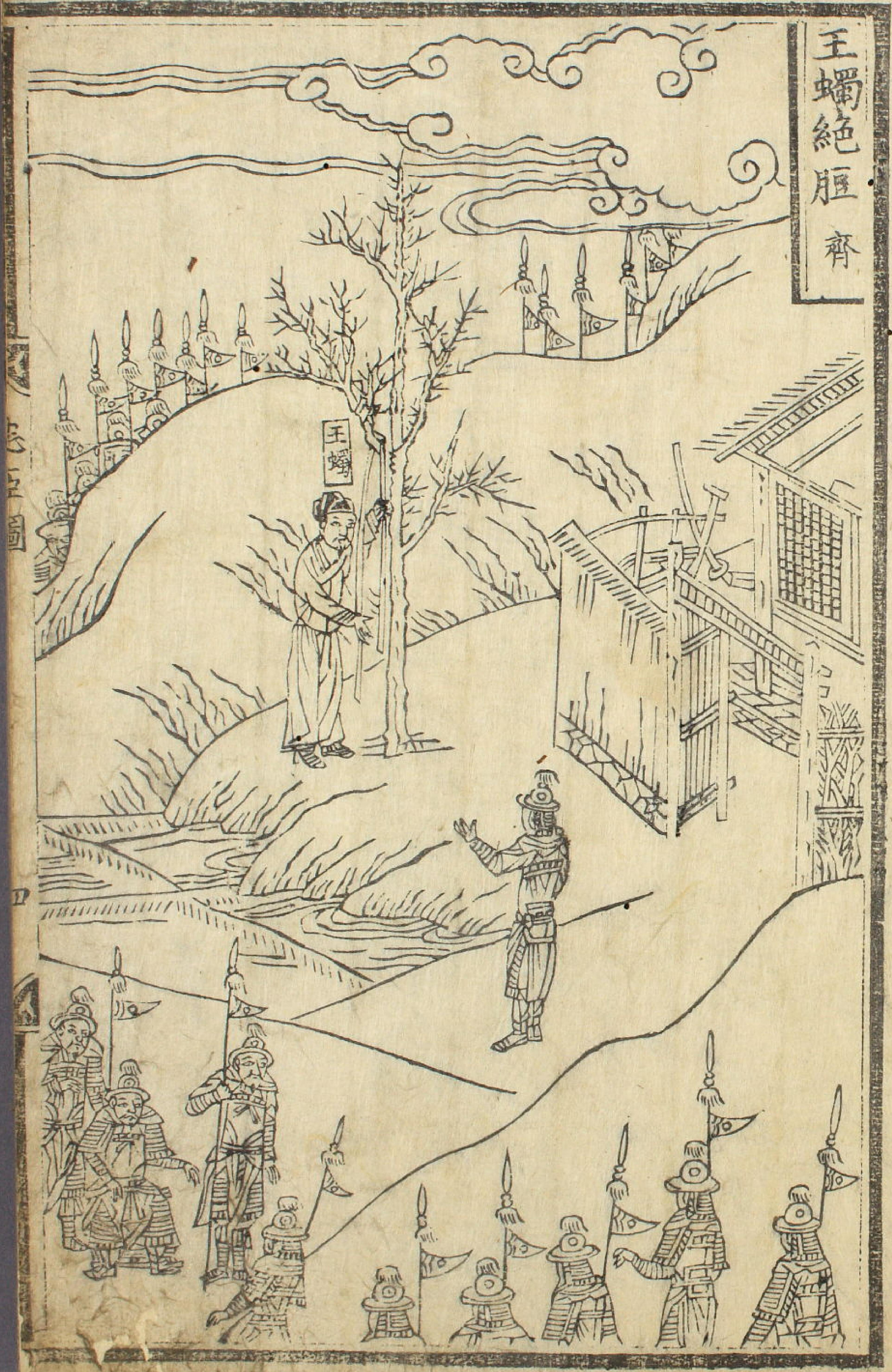
王蠋絶脰

《史记》中对王蠋的生平记载附于田单的传记之后。本为齐国大夫，曾向齐湣王谏言，齐王不听，因此弃官退隐。公元前284年，燕将乐毅攻破齐国都城临淄，齐湣王逃奔至莒。乐毅敬慕王蠋，令军队围住画邑，不许攻入，而使人去请王蠋为将军，承诺封其万户之侯。王蠋不听，燕人便以屠城相要挟。王蠋不畏恫吓，慷慨陈词：
|  | 忠臣不事二君，贞女不更二夫。齐王不听吾谏，故退而耕于野。国既破亡，吾不能存；今又劫之以兵为君将，是助桀为暴也。与其生而无义，固不如烹！ |

然后把脖颈系在树上，举身一奋，扭断脖子而死。
当时齐国逃亡的诸大夫听闻王蠋的死讯后，受其激励，相聚于莒，立太子法章为君，是为齐襄王。

## 评价
阿鲁图《进宋史表》：“厥后瀛国归朝，吉王航海，齐亡而访王蠋，乃存秉节之臣；楚灭而谕鲁公，堪矜守礼之国。”

## 后世纪念
后世常以王蠋系树自缢的事迹来比喻以死殉国的忠烈行为。
今存王蠋墓，在山东省淄博市临淄区凤凰镇东召口村南60米处。